# Arco di Traiano (Canosa)

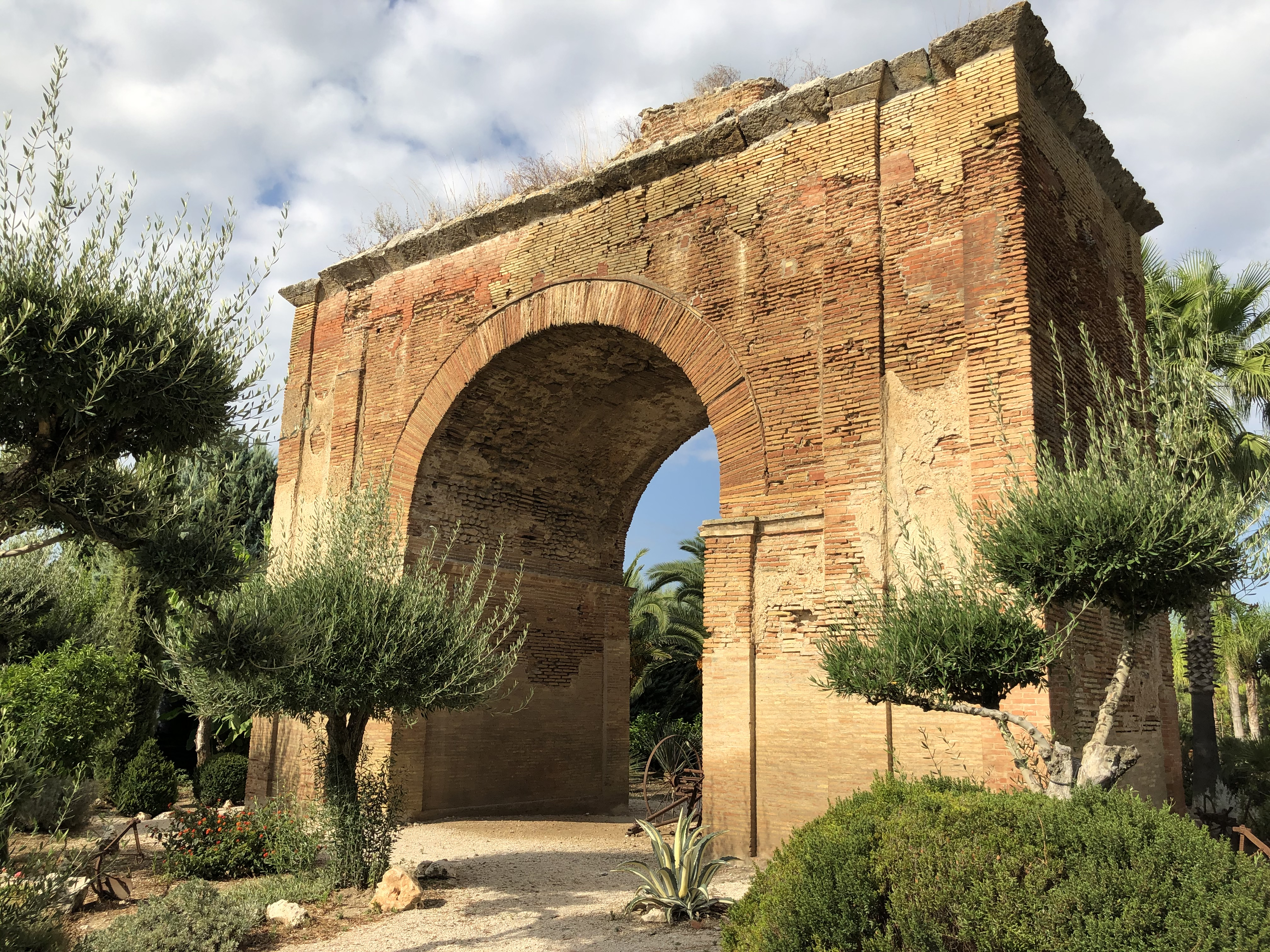
Arco di Traiano a Canosa

L'arco di Traiano  (detto anche "Porta romana" o "porta Varrone" o "Varrense"),  è un arco romano della prima metà del II secolo, situato a Canosa di Puglia (antica Canusium, oggi in provincia di Barletta-Andria-Trani). L'arco sorgeva presso la via Traiana.

## Storia

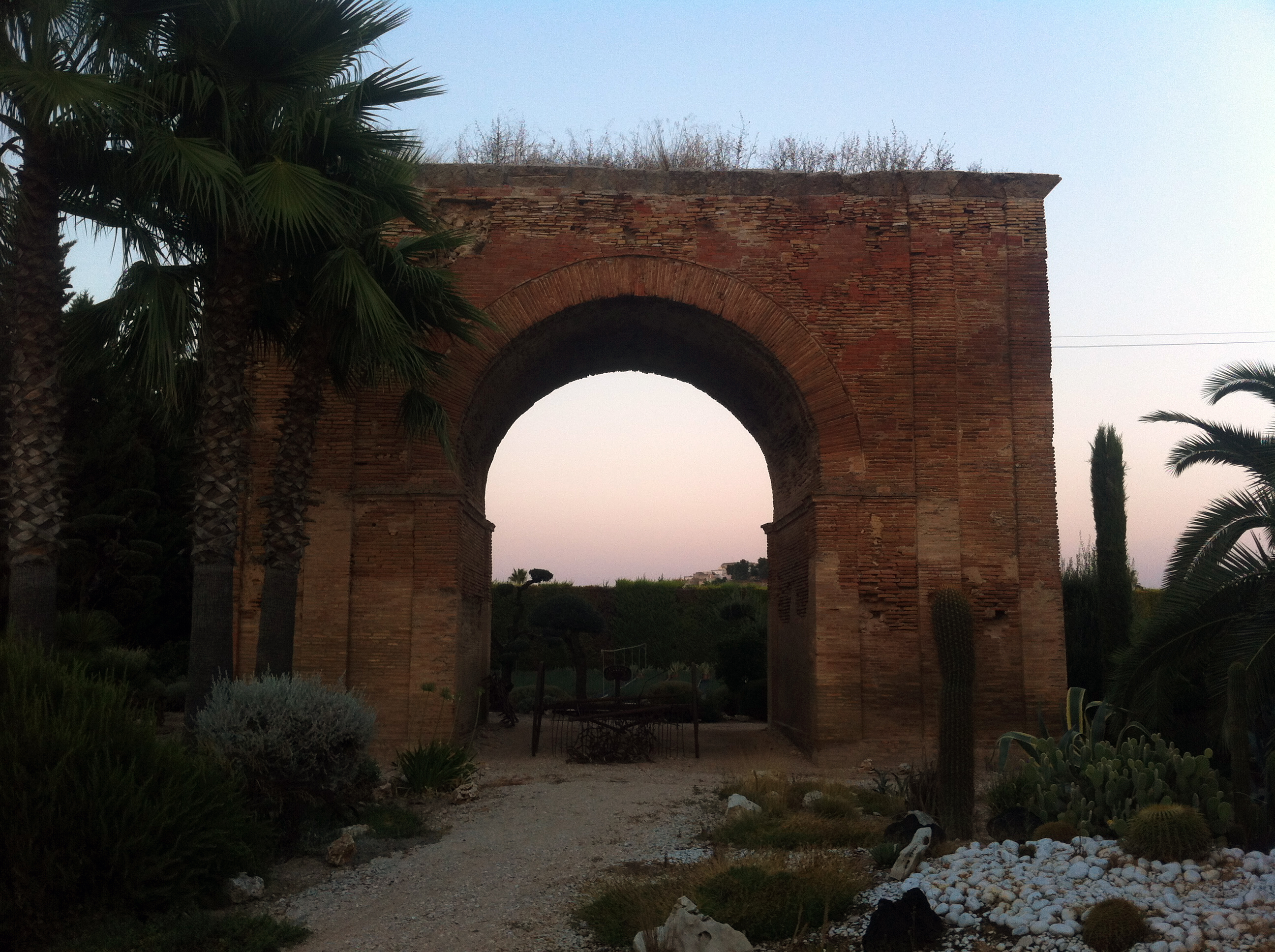
L'arco al tramonto

L'arco, ritenuto generalmente di epoca traianea, è stato datato al 109, ipotizzando una sua costruzione in occasione della realizzazione della via Traiana (108-110). Altri studiosi lo hanno datato preferibilmente all'età adrianea
È conosciuto anche come "porta Varrone" o "Porta varrense": il nome deriva da una tradizionale attribuzione erudita a Gaio Terenzio Varrone, uno dei consoli romani sconfitti nella battaglia di Canne del 216 a.C.
Fu restaurato a più riprese nel XIX secolo e nel 1911, con ampie integrazioni.

## Descrizione
Si trattava di un arco ad unico fornice, costruito in laterizio e probabilmente in origine rivestito in marmo. L'arco, oggi parzialmente interrato, doveva raggiungere un'altezza di circa 13 m ed ha una larghezza di 12 m e una profondità di 5 m.
Sui piloni sono presenti lesene disposte sugli spigoli esterni e al centro dei lati sulla fronte dell'arco, che dovevano sorreggere una trabeazione.
Alla decorazione dell'arco è stato riferito un frammento rilievo storico in marmo raffigurante probabilmente un Dace, conservato nel Museo diocesano di Trani e proveniente da un reimpiego nella cripta della chiesa di Santa Maria de Russis e un frammento di fregio, pure in marmo, reimpiegato a Castel del Monte, raffigurante una scena di ambito militare; entrambi i rilievi sono databili in età traianea.